# شارلوت تشيرش
شارلوت تشيرش (بالإنجليزية: Charlotte Maria Church)‏ ولدت شارلوت ماريا ريد في (21 فبراير 1986)،هي مغنية ومؤلفة أغاني ويلزية، ممثلة ومذيعة في التلفزيون.
بدأت مسيرة شارلوت الفنية بغنائها مقطعًا من أغنية عبر الهاتف في البرنامج البريطاني This morning عام 1997.
ورغم أنها قد بدأت مسيرتها الفنية كمغنية كلاسيكية، تحولت إلى غناء البوب عام 2005 .

## روابط خارجية
- شارلوت تشيرش على موقع IMDb (الإنجليزية)
- شارلوت تشيرش على موقع ألو سيني (الفرنسية)
- شارلوت تشيرش على موقع ميوزك برينز (الإنجليزية)
- شارلوت تشيرش على موقع أول موفي (الإنجليزية)
- شارلوت تشيرش على موقع إن إن دي بي (الإنجليزية)
- شارلوت تشيرش على موقع ديسكوغز (الإنجليزية)
- شارلوت تشيرش على موقع ديسكوغز (الإنجليزية)
- شارلوت تشيرش على موقع قاعدة بيانات الفيلم (الإنجليزية)
- شارلوت تشيرش على موقع كينوبويسك (الروسية)